# Trust (The Walking Dead)
"Trust" é o décimo quinto episódio da décima primeira temporada da série de televisão de terror pós-apocalíptico The Walking Dead. O episódio foi escrito por Kevin Deiboldt e dirigido por Lily Mariye.
No episódio, Hornsby (Josh Hamilton) marcha com Daryl (Norman Reedus) e tropas para enfrentar Maggie (Lauren Cohan) em Hilltop. Depois de um assalto angustiante, Rosita (Christian Serratos) consegue que Connie (Lauren Ridloff), Kelly (Angel Theory), Eugene (Josh McDermitt) e Max (Margot Bingham) investiguem os Miltons. Ezekiel (Khary Payton) ajuda os pacientes do hospital em necessidade.
O episódio recebeu críticas positivas da crítica.

## Enredo
Lance (Josh Hamilton) questiona Gabriel (Seth Gilliam) e Aaron (Ross Marquand), depois lidera um grupo de soldados da Commonwealth até Hilltop para interrogar Maggie (Lauren Cohan). Lance questiona intensamente Hershel (Kien Michael Spiller) sobre o possível envolvimento de Maggie, levando a um confronto tenso quando Elijah (Okea Eme-Akwari) e Maggie ameaçam Lance. Depois de deixar Hilltop, Lance encontra Leah (Lynn Collins), que ele recruta para um emprego. 
Enquanto isso, Mercer (Michael James Shaw) e Princesa (Paola Lázaro) desenvolveram um relacionamento sexual, enquanto Mercer luta com a decisão de matar seus próprios homens. Rosita (Christian Serratos) conta a Eugene (Josh McDermitt) sobre o que aconteceu com Sebastian (Teo Rapp-Olsson) e ele liga para Connie (Lauren Ridloff) e Kelly (Angel Theory) para relatar o assunto; eles percebem que April (Wynn Everett) foi um dos nomes da lista que Connie recebeu. Eugene convence Max (Margot Bingham) a continuar a ajudá-lo infiltrada, e eles se beijam pela primeira vez. Inspirado por Carol (Melissa McBride) e sua nova vida, Ezekiel (Khary Payton) abre uma clínica secreta para aqueles que ainda estão na lista, recrutando Tomi (Ian Anthony Dale) para ajudá-lo na cirurgia.

## Recepção

### Crítica
Trust recebeu críticas positivas. No Rotten Tomatoes, o episódio teve uma taxa de aprovação de 83%, com uma pontuação média de 7.80 de 10, com base em 6 avaliações.

### Audiência
O episódio teve um total de 1,67 milhões de espectadores em sua exibição original na AMC na faixa de 18-49 anos de idade. Apresenta aumento de 0.12 pontos de audiência em relação ao episódio anterior.